# ウォルター (マペット)
ウォルター（Walter）は映画『ザ・マペッツ』に登場する人間である。

## 概要
ウォルターは水色のジャケットを着たマペット、映画『ザ・マペッツ』の新しいキャラクターであって重要な役でもある。特に口の動きがウォルターの特徴だが、口笛を吹く時にすぼめる事も出来る。彼の憧れはカーミット。
初登場作品はザ・マペッツ、ウォルターの作者はジェイソン・シーゲルとニコラス・ストーラー、デザインしたのはジム・パーソンズ。

## 日本語吹替
※太字は専属声優
| 担当声優 | 担当作品                                                      |
| -------- | ------------------------------------------------------------- |
| 小森創介 | ザ・マペッツ マペット大集合! マペットのホーンテッドマンション |